# .tk
tk. هو امتداد خاص بالعناوين الإلكترونية (Domain) للمواقع التي تنتمي إلى توكلو.
يمكن لأي فرد الحصول على عنوان بنطاق tk. مجانا عن طريق موقع dot.tk، لكن بطريقة اعادة توجيه اليو آر إل، أي يجب أن يكون لك موقع آخر كي يتم توجيهك إليه، بدأت مواقع نطاق tk. في سنة 1997.
تمنح توكلو مواقع على نطاق tk. مجانًا، بالإضافة إلى 250 بريد الكتروني مجاني يوجه الرسائل الإلكترونية، يحدده صاحب الموقع.
يُمحى كل موقع على نطاق tk. إذا قل عدد زواره عن 25 زائر في 90 يوم، للحفاظ على مساحة السيرفرات في دوت تي كي.
يمكن شراء موقع «مميز» على نطاق tk. مثلا، للحصول على علامة تجارية مسجلة للموقع، يجب على المستخدم أن يدفع. المواقع المدفوع من أجلها، تبدأ من 19.90 دولار أمريكي لأول سنتين، هذا النوع من النطاقات المدفوعة يمثل جزءًا هامًا من الدخل القومي لحكومة توكلو .